# Kia Sonet
Kia Sonet — бюджетный субкомпактный кроссовер компании Kia Motors, производимый с 2020 года.

## Описание
Концепт-кар автомобиля Kia Sonet был представлен в феврале 2020 года. В производство автомобиль пошёл 7 августа 2020 года, продажи начались 18 сентября 2020 года в Индии. После Kia Seltos и Kia Carnival, это третий по счёту автомобиль Kia, выпускаемый в Индии.
Для экспортных рынков модель Kia Sonet оснащена удлинёнными бамперами, что увеличивает длину до 4120 мм. Более того, автомобиль устойчив против ДТП, благодаря высокопрочной стальной конструкции.
В Индонезии модель производится с апреля 2021 года. Модель получила индекс Sonet 7, учитывая вместимость. Производство завершилось в 2022 году.

## Двигатели
| Бензиновые двигатели внутреннего сгорания | Бензиновые двигатели внутреннего сгорания | Бензиновые двигатели внутреннего сгорания | Бензиновые двигатели внутреннего сгорания | Бензиновые двигатели внутреннего сгорания |
| Модель                                    | Объём                                     | Мощность                                  | Крутящий момент                           | Трансмиссии                               |
| ----------------------------------------- | ----------------------------------------- | ----------------------------------------- | ----------------------------------------- | ----------------------------------------- |
| 1.0 L Kappa II T-GDi                      | 998 см3                                   | 120 л. с. при 6000 об/мин                 | 172 Н*м при 1500—4000 об/мин              | 6-скор. Робот 7-скор. DCT                 |
| Smartstream G1.2 MPi                      | 1197 см3                                  | 83 л. с. при 6300 об/мин                  | 115 Н*м при 4200 об/мин                   | 5-скор. МКПП                              |
| Smartstream G1.5 MPi                      | 1497 см3                                  | 115 л. с. при 6300 об/мин                 | 144 Н*м при 4500 об/мин                   | 6-скор. МКПП Бесступенчатая трансмиссия   |
| Дизельные двигатели внутреннего сгорания  |                                           |                                           |                                           |                                           |
| Модель                                    | Объём                                     | Мощность                                  | Крутящий момент                           | Трансмиссии                               |
| 1.5 L Smartstream D1.5 CRDi WGT           | 1493 см3                                  | 100 л. с. при 4000 об/мин                 | 240 Н*м при 1500—2750 об/мин              | 6-скор. МКПП                              |
| 1.5 L Smartstream D1.5 CRDi VGT           | 1493 см3                                  | 115 л. с. при 4000 об/мин                 | 250 Н*м при 1500—2750 об/мин              | 6-скор. АКПП                              |

## Галерея

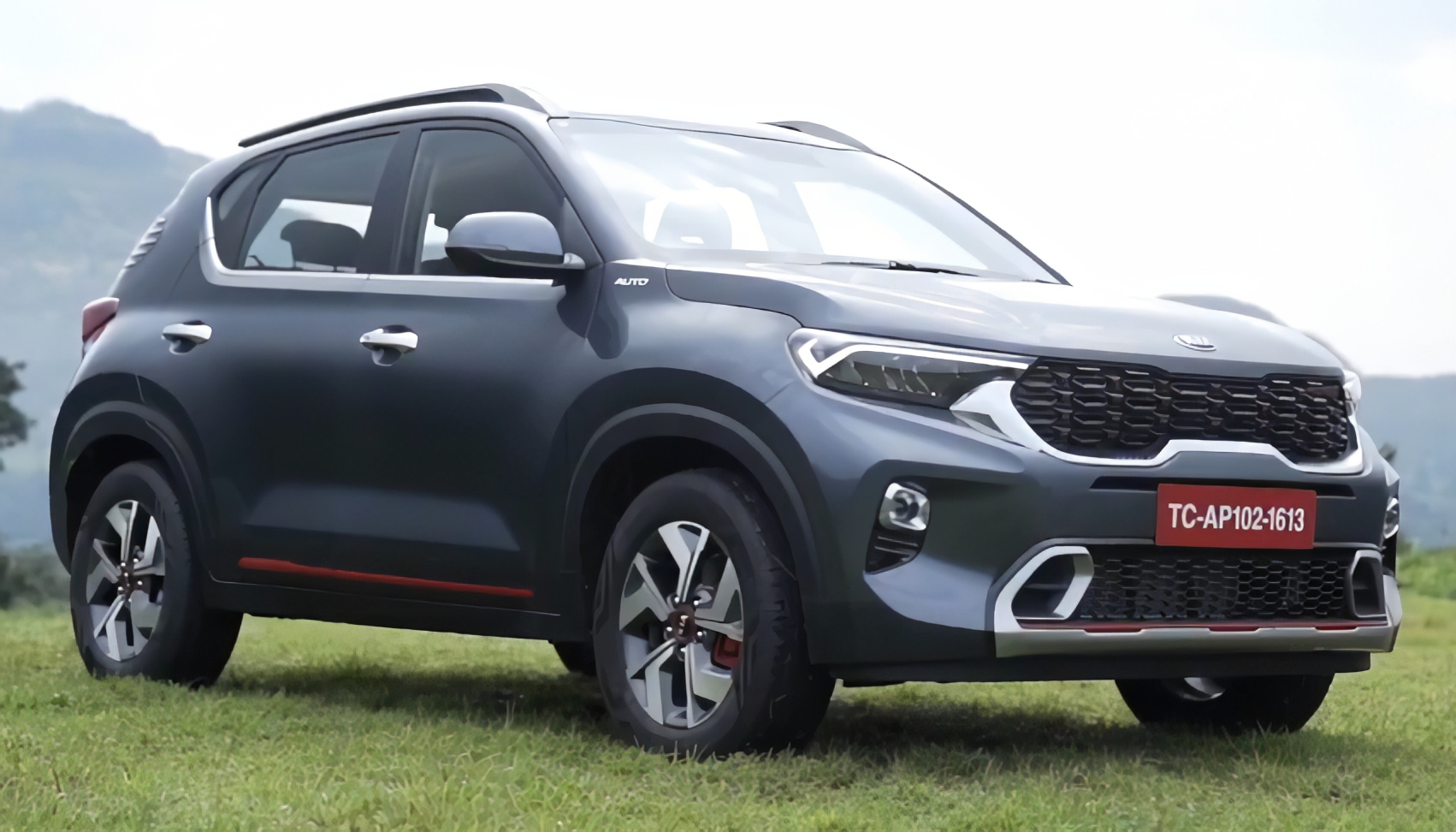
Sonet GTX+CRDi (вид спереди)
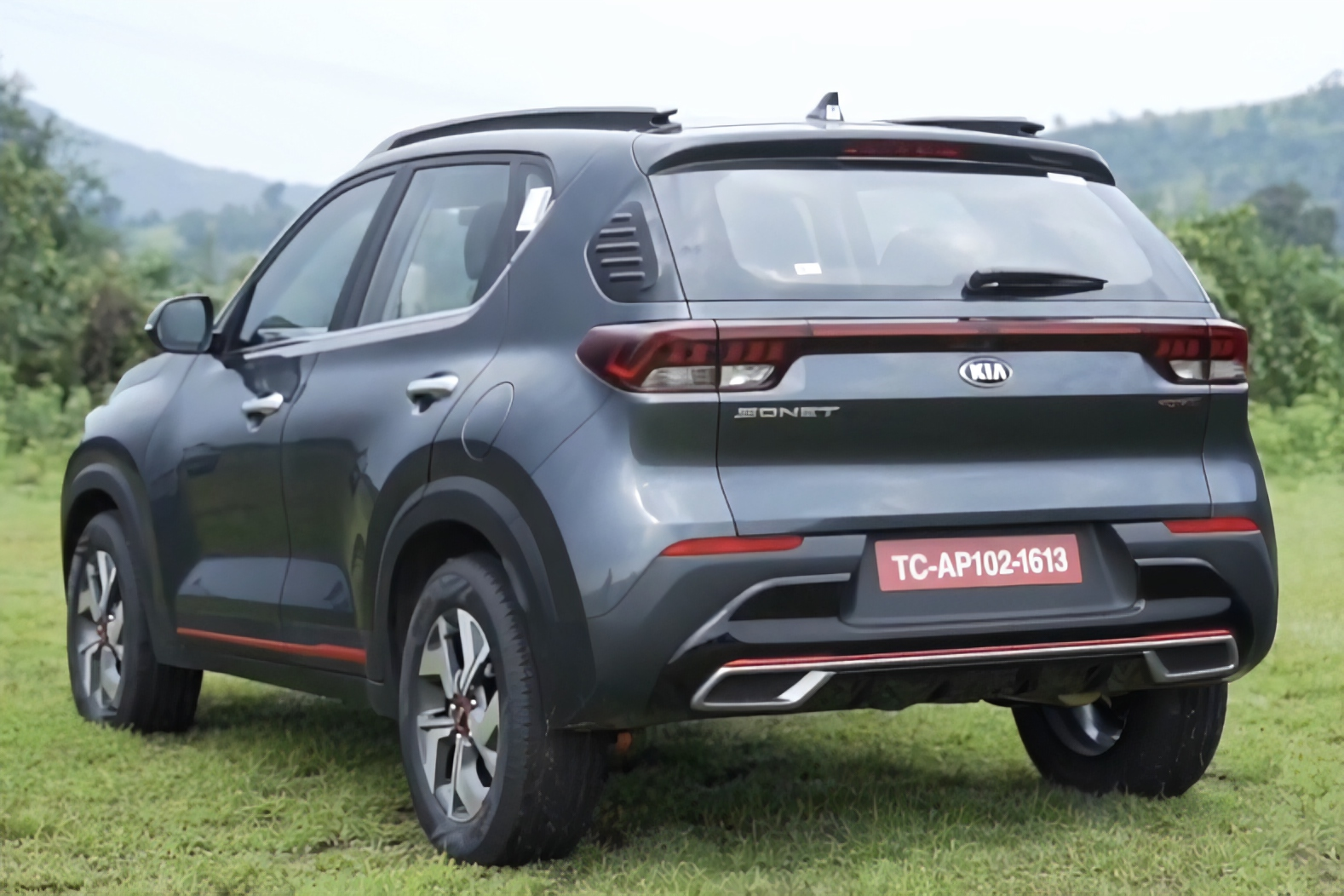
Sonet GTX+CRDi (вид сзади)
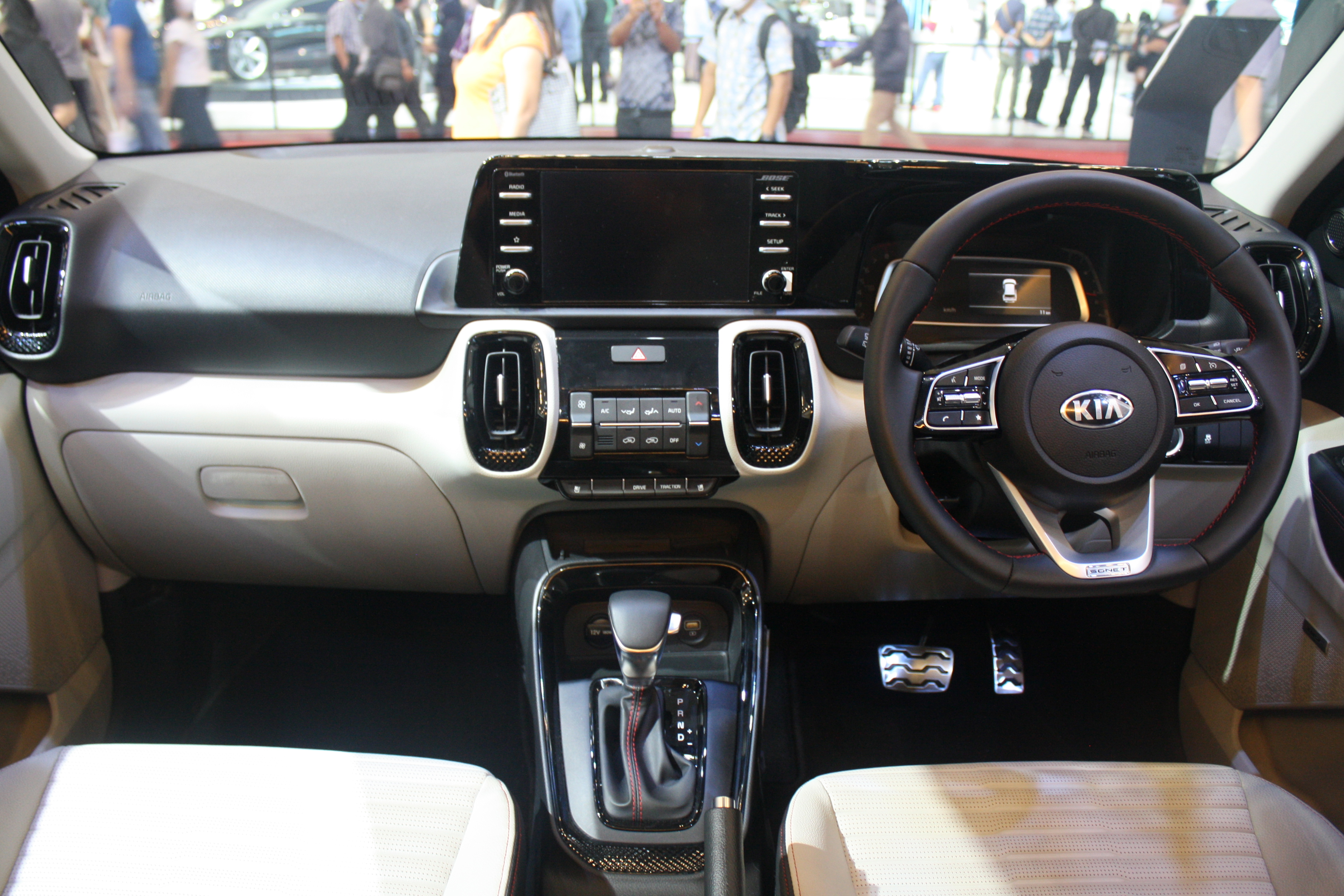
Место водителя
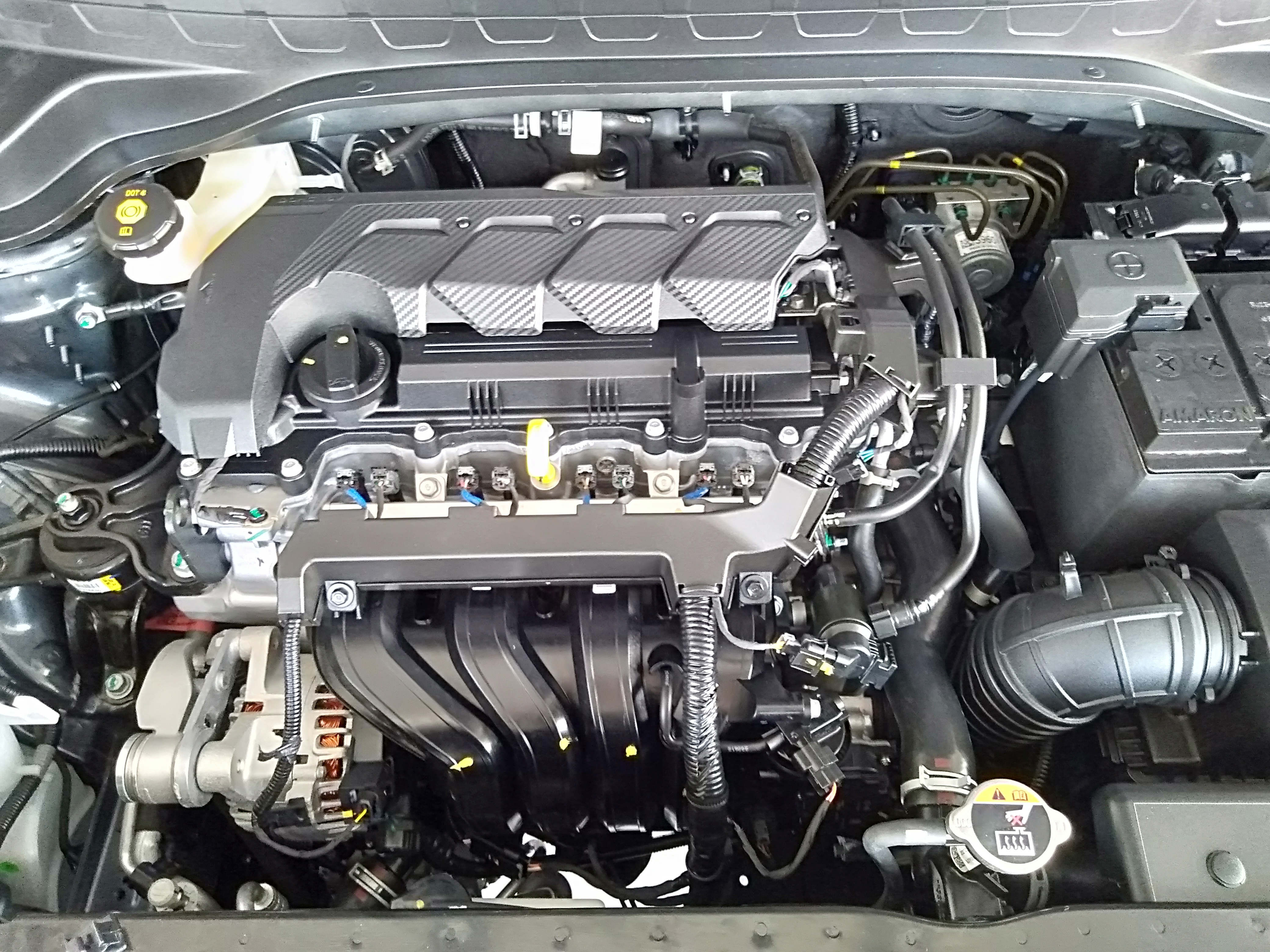
Двигатель

## Продажи
| Год  | Продано |
| ---- | ------- |
| 2020 | 38363   |
| 2021 | 79289   |